# Sihuas Ancash Quechua
Sihuas Ancash Quechua (Ancash Sihu, Sihu, Sihuas), skupina Quechua nastanjena zapadno od rijeke Sihuas i sjeverno od rio Rupaca u peruanskom departmanu Ancash, provincija Sihuas. Govore jezikom Quechua ancashino (anqash rimay), članom porodice Quechuan. Oko 6,500 pripadnika. Žive na visinama između 2,000 i 3,000 metara.

## Vabjske poveznice
- Indigenous Communities from Peru  Arhivirana inačica izvorne stranice od 10. listopada 2008. (Wayback Machine)